# Reina María Luisa (1791)
Il Reina María Luisa fu un vascello di linea spagnolo da 112 cannoni che prestò servizio nell'Armada Española tra il 1791 e il 1815.

## Costruzione
Realizzato nei Reales Astilleros de Esteiro di El Ferrol, sui piani costruttivi elaborati dal tenente generale e ingegnere navale José Joaquín Romero y Fernández de Landa fu uno dei 9 vascelli della classe Meregildos o Santa Ana dal nome della prima unità. Le altre unità della classe erano Santa Ana, Mejicano, Conde de Regla, Salvador del Mundo, Real Carlos, San Hermenegildo, Príncipe de Asturias e costituirono il nerbo della flotta spagnola durante le guerre napoleoniche. Dal 18 marzo 1809 il vascello cambiò il nome in Fernando VII.

## Storia
Il vascello di primo rango Reina María Luisa fu realizzato presso il cantiere navale di El Ferrol, ed entrò in servizio con un armamento di 112 cannoni disposti nel seguente ordine: 30 cannoni da 36 libbre nella prima batteria, 32 da 24 nella seconda, 32 da 18 nella terza, 12 da 8 sul cassero e 6 da 8 sul castello di prua. Un errore di costruzione fece sì che il Reina María Luisa risultasse più lungo in chiglia di tre piedi e mezzo rispetto alle altre unità della sua classe. In conseguenza di questo, e valutato il costo e la perdita di tempo che avrebbe comportato rimediare all’errore, su decisione del Capitano generale del Dipartimento di El Ferrol fu deciso di completare il vascello. Una volta varato il Reina María Luisa risultava avere un pescaggio a poppa di 1 piede e 10 pollici in più rispetto alle altre unità della classe, e di 11 pollici in meno a prora, disponendo di migliore tenuta in mare.

### La guerra contro la Francia rivoluzionaria
Nel marzo del 1793 il governo spagnolo dichiarò guerra alla Repubblica Francese, e il tenente generale Juan de Lángara y Huarte assunse il comando dell'Escuadra del Océano, forte di 18 navi di linea e sei fregate, alzando la sua insegna sul vascello Reina Maria Luisa. Al comando di essa operò nel Mediterraneo in combinazione con quella inglese agli ordini del viceammiraglio Sir Samuel Hood. Nell'agosto dello stesso anno la squadra combinata si impossessò del porto e dell'arsenale di Tolone, catturando parte delle navi francesi presenti in rada. I rapporti tra i due alleati non furono mai dei migliori, e si ebbero anche manovre minacciose da parte della navi spagnole. 
Nel mese dicembre le truppe dell'esercito francese riconquistarono le posizioni dominanti attorno alla città, rendendo impossibile la permanenza delle truppe e della formazione navale alleata a Tolone. A partire dal 14 dello stesso mese gli inglesi iniziarono le operazioni di evacuazione, cui presero parte le sue navi imbarcando molti cittadini francesi di fede monarchica che cercavano di fuggire all'inevitabile rappresaglia repubblicana.
Nel 1794 fece parte della scorta al vascello San Joaquín, al comando di don José de Ezquerra y Guirior, che salpò per Livorno dove imbarcò il Duca di Parma che doveva sposare la principessa Maria Luisa. Il 14 febbraio 1795 partecipò alla difesa della città di Rosas, catturando in combattimento la fregata francese Iphigénie. 
Nel 1798, alzando l’insegna del tenente generale Domingo de Nava, contribuì alla difesa di Cadice contro l’attacco portato dai britannici e poi si portò a Brest dove rimase fino alla firma della pace di Amiens.
Ritornato in Patria nel corso del 1802, l’anno successivo trasportò a Livorno il nuovo Re d’Etruria, ritornando poi a Cartagena.

### La guerra contro l'Inghilterra
La dichiarazione di guerra contro l'Inghilterra, avvenuta il 2 dicembre 1804, colse il vascello in forza alla squadra di Cartagena, forte di 8 vascelli di linea, e di due fregate. Il 2 marzo 1805 venne emesso il piano operativo per le forze navali franco-spagnole. Il 29 marzo dello stesso anno il brigadiere generale José Justo Salcedo y Arauco alzò la sua insegna sul vascello Reina María Luisa. al comando del brigadiere Don Isidoro García del Postigo. Nel mese di maggio, su ordine di Manuel Godoy principe de la Paz, Salcedo salpò da Cartagena il 6 giugno, con l'intenzione di portarsi a Cadice con la sua squadra per riunirsi alla flotta combinata. Diverse avarie alle navi, e la mancanza di addestramento degli equipaggi lo indussero a ritornare a Cartagena, dove diede l'ancora l'11 giugno. Su insistenza di Godoy e di Gravina, egli salpò nuovamente il 7 luglio, ma resosi conto dell'impossibilità delle sue navi a sostenere un combattimento, decise di ritornare in porto, dove venne successivamente bloccato da una squadra inglese agli ordini di Sir Richard Hussey Bickerton.
Dopo il ritorno della flotta combinata a Cadice, nell'ottobre del 1805 fu elaborato un nuovo piano strategico, che riservava alla squadra di Cartagena un funzione secondaria. Gli ordini di Godoy per Salcedo, recapitati per via gerarchica, arrivarono a Gravina da Aranjuez il 10 ottobre, e furono consegnati a Salcedo il 15 ottobre. Gravina non mandò alcun ordine diretto a Salcedo dopo il consiglio di guerra tenutosi sulla nave ammiraglia della flotta combinata, il vascello francese da 80 cannoni Bucentaure, durante il quale si prese la decisione di salpare per portarsi in Mediterraneo. Il 21 dello stesso mese avvenne la battaglia di Trafalgar, che vide la sconfitta della flotta franco-spagnola. Il 10 novembre Salcedo fu promosso al grado di tenente generale, ed in quello stesso mese effettuò con le sue navi alcune crociere di protezione al traffico commerciale, contro i corsari del nordafrica.
Il 18 marzo 1809 il vascello cambiò il nome in Fernando VII.
Nel 1810, al comando del brigadiere generale Manuel de Posadas, navigò accanto al vascello San Carlos ed a un'altra nave inglese da Gibilterra a Mahón, ma durante il viaggio si aprì nello scafo una via d’acqua che non poté essere riparata, ed al suo arrivo l'unità fu posta in disarmo. Nel 1815 l’unità risultava in cattive condizioni generali, ma le fu ordinato di recarsi da Mahón a Cartagena per sottoporsi ad un indifferibile carenaggio. Al comando del capitano di fregata Vicente de Lama y Montes l’unità salpò con un piccolo equipaggio composto da 2 ufficiali, un pilota, 40 tra marinai e maestranze, e 60 uomini del Reggimento di Napoli. Tale equipaggio fu integrato da un ufficiale, due midshipmen e 60 marinai assegnati dalla fregata americana United States, il cui capitano John Shaw, dovendo fare lo stesso viaggio, si era offerto di prestare assistenza. Effettuate alcune piccole riparazioni il Reina María Luisa e la United States salparono il 4 dicembre 1815, con tempo bello, insieme alla corvetta americana Ontario e alla nave inglese Boyne. L’United States e il Fernando VII si separarono dalle altre due navi durante il passaggio a sud dell'isola di Cabrera, navigando con il tempo bello fino al 6 dicembre quando incontrarono una forte tempesta.
Nonostante gli sforzi compiuti dall'equipaggio, che gettarono in mare 13 cannoni e la quarta ancora per ridurre il peso, si aprirono nuove vie d’acqua nella carena e si registrarono danni all’albero maestro e avarie alle pompe di sentina. Il vascello naufragò il 10 dicembre al largo della costa africana, nell'insenatura di Bujía, ma tutti i membri dell’equipaggio riuscirono a mettersi in salvo. 
I membri spagnoli vennero trattenuti dal Bey di Algeri fino a quando non fu rilasciato un brigantino algerino che era stato sequestrato in acque territoriali spagnole, il che ebbe luogo nel maggio 1816. Il consiglio di guerra per la perdita della nave si tenne il 21 giugno dello stesso anno, ed il comandante de Lama y Montes fu assolto da ogni capo di imputazione.